# Der verlorene Liebesbrief
Der verlorene Liebesbrief, rumänisch O scrisoare pierdută, ist eine Komödie von Ion Luca Caragiale aus dem Jahr 1884.
Es handelt sich um eine Satire auf die bürgerliche Gesellschaft, inspiriert von der politischen Situation gegen Ende des 19. Jahrhunderts. Im Stück wird die Bereitschaft zu korruptem Verhalten aller politischen Vertreter dargestellt. Anlass ist die unmittelbar bevorstehende Wahl eines Abgeordneten in einer rumänischen Bezirksstadt im Jahr 1883.
Die zentrale Intrige des Theaterstücks wird ermöglicht durch den Verlust eines intimen Briefes. Dieser Liebesbrief, geschrieben vom alleinstehenden Bezirkspräfekten (Tipătescu) an die Gattin des Präsidenten des Wahlausschusses (Zoe Trahanache), fällt den politischen Gegnern in die Hände und wird so zum Gegenstand einer Erpressung. Zwischen den verschiedenen Lagern entspinnt sich eine hochpolitische Komödie.

## Deutschsprachige Ausgaben
- Ein Brief ging verloren. Lustspiel in 4 Akten. Übertragung aus dem Rumänischen. Bukarest: Verlagsanstalt „Das Buch“ 1952.
- Der verlorene Liebesbrief. Lustspiel in 4 Akten. Deutsch von Georg Maurer. Berlin: Henschelverlag 1964. (Leseprobe)
- Der verlorene Brief. Lustspiel in 4 Aufzügen. Bukarester Nationaltheater 1966.

## Verfilmungen
- O scrisoare pierdută, 1953 (Regie: Sica Alexandrescu, Victor Iliu)
- O scrisoare pierdută, 1977 (Regie: Liviu Ciulei)